# Zomorrod Khatun
|  | Aquest article tracta sobre mare de tres emirs búrides. Si cerqueu la reina abbàssida, vegeu «Zumúrrud Khatun». |

Safwat al-Mulk Zomorrod o Zomorrod Khatun (segle xii) fou mare de tres emirs búrides de Damasc i àvia d'un quart, famosa per haver matat el seu fill Ismaïl per tal d'impedir la conquesta de Damasc per Zengi I.

## Biografia
Es va casar amb Taj-al-Muluk Burí que va governar a Damasc del 1128 al 1132. Va quedar vídua el 1132 deixant tres fills que van governar Damasc: Xams-al-Mulk Ismaïl (1132-1135), Xihab-ad-Din Mahmud (1135-1139) i Jamal-ad-Din Muhàmmad (1139-1140).
El 1135 Zengi va rebre una petició d'ajuda de Xams-al-Mulk Ismaïl de Damasc, i que temia per la seva vida doncs la seva pròpia ciutadania el considerava un tirà cruel. Ismail estava disposat a lliurar la ciutat a Zengi per tal de restablir la pau, però ni la família d'Ismaïl ni els seus assessors ho volien, i Ismail va ser assassinat per la seva pròpia mare, Zomorrod, disposada a impedir que la ciutat passés al control de Zengi. Ismail va ser succeït pel seu germà Xihab-ad-Din Mahmud. Zengi no es va desanimar per aquest gir dels esdeveniments i va arribar a Damasc de tota manera, amb la intenció de prendre-la, i la va assetjar algun temps sense èxit (febrer del 1135), fins que es va acordar una treva i Bahram-Xah, germà de Xihab-ad-Din va quedar com a ostatge, mentre la ciutat reconeixia una sobirania nominal de Zengi.
A finals del mes de maig de 1038 Zengi van arribar a un acord amb Damasc, casant-se amb Zomorrod, la mateixa dona que abans havia assassinat al seu propi fill per evitar precisament el control de Zengi sobre Damasc. Zengi va rebre Homs com a dot i la sobirania nominal a Damasc. El matrimoni es va fer efectiu l'agost sota els murs d'Homs en presència de representants del sultà, del califa de Bagdad, del califa del Caire, i de l'emperador romà d'Orient, i Zengi va prendre possessió d'Homs.
El juliol de 1139 Xihab-ad-Din Mahmud, el darrer fill viu de Zomorrod, va ser assassinat (apunyalat) per uns esclaus a Damasc mentre dormia. Muín-ad-Din Únur va reaccionar amb fermesa, fent executar els assassins i col·locant al tron a Jamal-ad-Din Muhàmmad. Zomorrod va cridar el seu nou marid Zengi que era a Harran i va marxar a Damasc per prendre possessió de la ciutat. Els habitants de Damasc, units sota Muín-ad-Din Unur, visir de Jamal-ad-Din Muhammad, es van aliar un cop més amb Jerusalem per repel·lir Zengi. Jamal-ad-Din Muhammad, germanastre del precedent atabeg, va agrair l'actitud d'Unur donant-li en feu Baalbek, però Unur es va conformar a delegar un governador, per dedicar-se a assegurar el govern de Damasc a causa del fet que un altre germà (de fet germanastre), Bahram Xah, s'havia refugiat a Alep i havia demanat a Zengi ajut per pujar al tron de Damasc. Zengi va començar per assetjar Baalbek el 20 d'agost de 1139, i la ciutat va capitular el 10 d'octubre i la ciutadella el 22 d'octubre. Zengi, malgrat la seva promesa de respectar la vida dels soldats, en va fer crucificar a 37 (que potser eren tots els que havien sobreviscut) i va fer espellar viu al comandant. Aquesta acció, destinada a intimidar als damascens, en canvi els va decidir a resistir. El govern de Baalbek fou donat al general Ayyub, un fidel de Zengi (al que una vegada havia salvat la vida). Després Zengi va posar setge a Damasc el 6 de desembre i la ciutat va resistir. Jamal-ad-Din Muhammad va morir poc després de malaltia, el 29 de març de 1140. Unur va posar al tron al jove Mujir-ad-Din Abaq, el fill de Muhammad, encara infant. Per desfer-se de Zengi, va decidir fer una nova aliança amb Folc V d'Anjou, rei de Jerusalem amb qui ja havia formalitzat una aliança el 1138. Usama Ibn Munkidh, l'amabixador de Damasc amic d'Unur, va tornar a Jerusalem el gener de 1140 amb propostes concretes: L'exèrcit cristià forçaria a Zengi a allunyar-se de Damasc i els dos estats (Damasc i el regne de Jerusalem) s'unirien en cas de nous perills; Unur pagaria 20.000 dinars per cobrir les despeses de les operacions i es faria una expedició conjunta contra la fortalesa de Baniyas en mans d'un general de Zengi, que passaria al regne de Jerusalem; els damascens van entregar ostatges en prova de bona fe. L'abril de 1140, Zengi estava a punt d'assaltar Damasc i Muin ad-Din Unur va demanar a l'exèrcit franc del rei Folc la vinguda urgent amb socors. Amb l'arribada de Folc a l'Hauran n'hi va haver prou per fer retirar a Zengi, que es va retirar a Baalbek i després cap al nord (va conservar Baalbek sota govern d'Ayyub). Muin-ad-Din Unur va ajudar llavors als francs a reprendre Panees (Baniyas) que estava en mans dels zengites (maig de 1140).
No consta la data de la seva mort.